# 音根别川
音根别川（日语：／），俄称佳季纳河（俄语：Река Тятина），是国后岛北部的河，长18公里，流域面积80平方公里，注入南千岛海峡。

## 引用
1. ↑  福田知子; 河合久仁子; 大舘智志; LINNIK Elena. . 三重大学全学共通教育センター研究紀要. 2023-03-31: 39  [2024-07-04]. ISSN 2758-5638.
2. ↑  М·Г·瓦西科夫斯基. . 列宁格勒: 气象出版社. 1973 （俄语）.
3. ↑  . Verumwiki.   [2024-02-13]. （原始内容存档于2024-02-13） （俄语）.